# Koninklijk Domein van Laken
Het Koninklijke Domein van Laken (Frans: Domaine royal de Laeken) is een domein te Laken dat in beheer is van de Koninklijke Schenking. Het Domein beslaat 186 hectare en bestaat uit drie afzonderlijke private parken. Het Park van Laken ligt midden in het Koninklijke domein.

## Gebouwen
- Het kasteel van Laken
- De Koninklijke Serres van Laken[2]
- Musea van het Verre Oosten
- Het kasteel van Stuyvenberg
- Villa Schonenberg